# Micrurus oligoanellatus
Espèce
Micrurus oligoanellatus est une espèce de serpents de la famille des Elapidae.

## Répartition
Cette espèce est endémique du département de Cauca en Colombie.

## Description
L'holotype de Micrurus oligoanellatus, un mâle adulte, mesure 625 mm.

## Étymologie
Son nom d'espèce, du grec ancien ὀλίγος, oligos, « peu abondant », et du latin anellatus, « anneau », lui a été donné en référence au nombre peu élevé d'anneaux pour un serpent corail.

## Publication originale
- Averbe & López, 2002 : Descripción de una nueva especie de serpiente coral (Elapidae: Micrurus). Novedades Colombianas, Nueva Epoca, vol. 8, no 1, p. 41-43 (texte intégral).